# 山本貴永
山本 貴永（やまもと たかえ）は、劇団四季所属のミュージカル俳優。
2003年劇団四季の創立50周年記念オーディションに合格。
入団以前にも俳優座に所属し、数多くの舞台経験を持つ。

## 略歴
埼玉県出身。桐朋学園大学短期大学部芸術科演劇専攻卒業。

## 出演作品
- オンディーヌ(皿洗いの娘)
- ハムレット
- ミュージカル李香蘭(アンサンブル4枠)
- CATS（シラバブ）
- 桃次郎の冒険（スモモ）
- マンマ・ミーア!（アリ）
- ユタと不思議な仲間たち（小夜子）
- ウィキッド(ネッサローズ、グリンダ)
- サウンド・オブ・ミュージック(シスター・ベルテ)